# Hans Kniep
Karl Johannes Kniep, conhecido por Hans Kniep , (Jena, 3 de Abril de 1881 - Berlim, 17 de Novembro de 1930) foi um botânico e professor universitário alemão.

## Vida  e obra
Hans Kniep estudou medicina na Universidade de Kiel, depois botânica em Jena com Ernst Stahl, onde se doutorou em 1904. Durante o seu tempo de Jena estudou também com Robert Chodat na Universidade de Genebra. 
A partir de 1905 trabalhou com Wilhelm Pfeffer na Universidade de Leipzig, como assistente, e esteve ainda um período de investigação relativamente longo em Bergen (Noruega), onde trabalhou sobre a biologia e fisiologia da germinação de fungos. A partir de 1907 foi "Privatdozent" na Universidade de Freiburg.
Em 1911 foi chamado para Professor extraordinário da Universidade de Estrasburgo e em 1914 para Professor Ordinário da Universidade de Würzburg, onde foi decano e reitor de 1923 a 1924. A partir de 1924 (como sucessor de Gottlieb Haberlandt) exerceu a sua actividade como Professor regular em Fisiologia vegetal na Universidade de Berlim 

## Domínios de Investigação
Kniep trabalhou preponderantemente em fisiologia vegetal sobre quimiotactismo, fotossíntese e alimentação de plantas marítimas e sobre a sexualidade de plantas inferiores.
Significativos são entre outros os seus trabalhos em citologia e genética de fungos, principalmente dos Basidiomicetes. Ele investigou entre outros assuntos a origem dos estádios de núcleos pares nos Himenomicetos, as condições da formação de ligações em gancho nos Basidiomicetes.
A partir de 1916 foi redactor da Zeitschrift für Botanik (revista de botânica).

## Publicações
- (1913) "Beiträge zur Kenntnis der Hymenomyceten: II. Über die Herkunft der Kernpaare im Fruchtkörper von Coprinus nycthemerus Fr." in Zeitschrift für Botanik. 5, pp. 593–637.
- (1913) "Beiträge zur Kenntnis der Hymenomyceten: I. Die Entwicklungsgeschichte von Hypochnus terrestris nov. spec." in Zeitschrift für Botanik. 5, pp. 593–637.
- (1915) "Beiträge zur Kenntnis der Hymenomyceten: III. Über die konjugierten Teilungen und die phylogenetische Bedeutung der Schnallenbildungen" in Zeitschrift für Botanik. 7, pp. 369–398.
- (1916) "Beiträge zur Kenntnis der Hymenomyceten: IV. Über den Ursprung und die ersten Entwicklungsstadien der Basidien" in Zeitschrift für Botanik. 8, pp. 353–359.
- (1917) "Beiträge zur Kenntnis der Hymenomyceten: V. Über die Entstehung der Paarkernigkeit der Zellen des Schnallenmycels" in Zeitschrift für Botanik. 9, pp. 81–118.
- (1926) "Über Artkreuzungen bei Brandpilzen" in Zeitschrift für Pilzkunde. 5:14, pp. 217–247.
- (1928) Die Sexualität der niederen Pflanzen.
- (1929) "Vererbungserscheinungen bei Pilzen" in Bibliographica Genetica. 5, pp. 371–478.
- (1929) "Allomyces javanicus n. sp., ein anisogamer Phycomycet mit Planogameten" in Berichte der Deutschen Botanischen Gesellschaft. 47, pp. 199–212.
- (1930) "Über den Generationswechsel von Allomyces" in Zeitschrift für Botanik. 22:9, pp. 433–441.